# Tatyana Arkhipova
Pour les articles homonymes, voir Petrova.
Tatyana Arkhipova (née Petrova le 8 avril 1983 en Tchouvachie) est une athlète russe, spécialiste des courses de fond.

## Biographie
Elle a remporté deux médailles d'argent, aux championnats d'Europe de Göteborg et aux championnats du monde d'Osaka. Lors de cette course, elle signait sa meilleure performance en 9 min 09 s 19.

## Dopage
À la suite du scandale de dopage concernant la Russie, 454 échantillons des Jeux olympiques de Pékin en 2008 ont été retestés en 2016 et 31 se sont avérés positifs dont Yekaterina Volkova, médaillée d'argent du 3 000 m steeple. Par conséquent, Petrova pourrait se voir attribuer la médaille de bronze de ces Jeux si l'échantillon B (qui sera analysé en juin) se révèle également positif.

## Palmarès
| Date | Compétition                   | Lieu        | Résultat | Épreuve     | Temps           |
| ---- | ----------------------------- | ----------- | -------- | ----------- | --------------- |
| 2002 | Championnats du monde juniors | Kingston    | 4e       | 3 000 m     | 9 min 17 s 83   |
| 2002 | Championnats du monde juniors | Kingston    | 6e       | 5 000 m     | 16 min 04 s 10  |
| 2003 | Championnats d'Europe espoirs | Bydgoszcz   | 2e       | 5 000 m     | 16 min 04 s 10  |
| 2005 | Championnats d'Europe espoirs | Erfurt      | 1re      | 10 000 m    | 33 min 55 s 99  |
| 2005 | Marathon de Chicago           | Chicago     | 8e       | Marathon    | 2 h 31 min 03 s |
| 2006 | Championnats d'Europe         | Göteborg    | 2e       | 3 000 m st. | 9 min 28 s 05   |
| 2007 | Championnats du monde         | Osaka       | 2e       | 3 000 m st. | 9 min 09 s 19   |
| 2008 | Jeux olympiques               | Pékin       | 3e       | 3 000 m st. | 9 min 12 s 33   |
| 2009 | Marathon de Dubai             | Dubai       | 4e       | Marathon    | 2 h 25 min 53 s |
| 2009 | Marathon de Los Angeles       | Los Angeles | 1re      | Marathon    | 2 h 25 min 59 s |
| 2011 | Marathon de Tokyo             | Tokyo       | 2e       | Marathon    | 2 h 28 min 56 s |
| 2011 | Marathon de Berlin            | Berlin      | 5e       | Marathon    | 2 h 25 min 01 s |
| 2012 | Marathon de Tokyo             | Tokyo       | 5e       | Marathon    | 2 h 26 min 46 s |
| 2012 | Jeux olympiques               | Londres     | 3e       | Marathon    | 2 h 23 min 29 s |
| 2014 | Marathon de Boston            | Boston      | 12e      | Marathon    | 2 h 30 min 29 s |
| 2014 | Marathon d'Istanbul           | Istanbul    | 3e       | Marathon    | 2 h 31 min 47 s |
| 2015 | Marathon de Londres           | Londres     | 13e      | Marathon    | 2 h 28 min 42 s |
| 2018 | Marathon de Moscou            | Moscou      | 2e       | Marathon    | 2 h 35 min 08 s |

## Records
| Épreuve         | Performance     | Lieu        | Date         |
| --------------- | --------------- | ----------- | ------------ |
| 3 000 m steeple | 9 min 09 s 19   | Osaka       | 27 août 2007 |
| 5 000 m         | 15 min 46 s 58  | Tcheboksary | 27 juin 2003 |
| 10 000 m        | 32 min 17 s 49  | Toula       | 14 juin 2005 |
| Marathon        | 2 h 23 min 29 s | Londres     | 5 août 2012  |